# Mike Stokey II
Michael „Mike“ William Stokey (* 2. Dezember 1946 in Los Angeles, Kalifornien) ist ein US-amerikanischer Schauspieler, Drehbuchautor, Militärberater und ehemaliger Soldat.

## Leben
Stokey wurde nach seinem Vater, dem Fernsehmoderatoren und Produzenten Mike Stokey benannt. Seine Mutter war die Schauspielerin Pamela Blake. Er hat eine Schwester sowie zwei Halbgeschwister aus zweiter Ehe seines Vaters, darunter die Schauspielerin Suzy Stokey. Seine Nichten Emily Goglia und Juliette Goglia sind ebenfalls Schauspielerinnen. Er ist seit November 2013 selbst zum zweiten Mal verheiratet. Er ist Absolvent der American Academy of Dramatic Arts und schloss sich später dem United States Marine Corps an, wo er bis in die Ränge der Unteroffiziere aufstieg. Er meldete sich freiwillig für den Vietnamkrieg, wo er an der Schlacht um Huế und der Schlacht um Khe Sanh teilnahm. In Folge der Gefechte an vorderster Front wurde er verwundet. Während der Zeit im Vietnam lernte er Dale Dye kennen.
Nach dem Krieg half er seinem Vater bei der Produktion einiger Ausgaben seiner Spielshow Pantomime Quiz. Anfang der 1970er Jahre spielte er zudem als Schauspieler in einzelnen Episoden verschiedener US-amerikanischer Fernsehserien mit und 1973 im Spielfilm Incident on a Dark Street. Er half Dye bei der Gründung der Firma Warriors, Inc. und begann selbst eine Tätigkeit als Militärberater im Filmgeschäft. In dieser Funktion war er an Filmen und Serien wie Die Verdammten des Krieges, Zwischen Himmel und Hölle, Band of Brothers – Wir waren wie Brüder, Eragon – Das Vermächtnis der Drachenreiter oder Greyhound – Schlacht im Atlantik beteiligt.
2018 verfasste er gemeinsam mit Richard Lanni das Drehbuch zum Animationsfilm Sgt. Stubby: An American Hero, der über den Militärhund Stubby handelt.

## Filmografie

### Schauspiel
- 1971: Sheriff Cade (Cade’s County, Fernsehserie, Episode 1x04)
- 1971: FBI (Fernsehserie, Episode 7x14)
- 1972: Notruf California (Emergency!, Fernsehserie, Episode 2x01)
- 1972: Twen-Police (The Mod Squad, Fernsehserie, Episode 5x07)
- 1973: Incident on a Dark Street
- 1989: 84 Charlie Mopic (84C MoPic) (Sprecherrolle)
- 1997: Starship Troopers
- 2000: Rules – Sekunden der Entscheidung (Rules of Engagement)

### Drehbuch
- 1990: Die neuen Abenteuer des He-Man (The New Adventures of He-Man) (Zeichentrickserie, 1x09)
- 2018: Sgt. Stubby: An American Hero